# Лондонская почтовая железная дорога
Лондонская почтовая железная дорога, или почтовый метрополитен (англ. London Post Office Railway; известна также как Mail Rail), — подземная почтовая железная дорога, построенная почтовым ведомством Великобритании для перевозки почты между почтовыми отделениями Лондона. Глубина тоннелей под землёй составляет 15—25 метров (50—80 футов). Система введена в эксплуатацию в 1927 году и законсервирована в 2003 году.

## Расположение
Единственная линия длиной 10,5 километра тянется с востока на запад. На линии расположено восемь станций, все под почтовыми отделениями. Восточная конечная станция находится под Восточным почтовым отделением, западная — под почтовым отделением района Паддингтон.

## Строительство
Мысль об альтернативном методе транспортировки корреспонденции родилась в Великобритании во второй половине XIX века. В период с 1855 по 1874 год была попытка использовать пневматический метод передачи почты, но на больших расстояниях он оказался неэффективным из-за технических проблем и высокой стоимости. Тогда лондонские инженеры почтовой службы, ознакомившись с подземными грузовыми железными дорогами в Чикаго и Берлине, решили построить аналогичную и у себя.
Строительство было начато в 1915 году. После прокладки тоннелей приступили к возведению станций. Однако в 1917 году строительные работы были приостановлены в связи с участием Великобритании в Первой мировой войне. К этому моменту была полностью готова система тоннелей и станций, которую использовали для укрытия фондов некоторых лондонских музеев. В 1925 году работы в туннелях возобновились, началась укладка путей и установка всего необходимого оборудования: лифтов, почтовых конвейеров и прочего, а в 1927 году линия была запущена в действие.

## Подземные сооружения
Большей частью линия проходит по двухпутному туннелю диаметром в 2,75 метра. На дно туннеля уложены подушка и тридцатисантиметровый слой бетона, на бетон — пути и контактный рельс. Перед станцией встречные пути расходятся в два самостоятельных туннеля чуть меньшего сечения, а затем вливаются в два параллельных станционных вестибюля диаметром около 7,5 метра. Вестибюли обособлены, но находятся на одном уровне. Между ними помещены контрольная камера с электрическими установками, а также различного рода подъемники, транспортеры и другие приспособления для приёма и передачи почтовых отправлений.
Каждая станция имеет обходные пути вне вестибюля для обгона транзитными поездами поездов, стоящих под погрузкой. Под платформами станций установлено электронное оборудование. Перегоны залегают на глубине более 20 метров, а станционные тоннели заметно выше, что упрощает подачу и подъем почты с платформы. Кроме того на пристанционных участках линия имеет пятипроцентный уклон, что положительно сказывается на динамике разгона и торможения составов при въезде и выезде со станций.
Линию обслуживало единственное подземное депо, построенное открытым способом. Депо состоит из двух параллельных тоннелей и является по сути подвалом самого большого в Лондоне почтового отделения в районе Mount Pleasant. В депо производился отстой, проверка и ремонт вагонеток. Контактные рельсы в депо не уложены, вагоны толкали вручную.

## Подвижной состав
Доставка почты осуществляется в составленных из 2—3 вагончиков электропоездах, которые движутся в двух направлениях. В системе использовались электрические самоходные вагонетки разных лет поставки:
- Поставка 1927 года — двухосные вагоны; были построены еще до открытия дороги в 1925 году в количестве 90 штук, на линию выходили в сцепках по три или два вагона. Из-за длинной базы часто сходили с рельсов на кривых малого радиуса, поэтому вскоре были заменены. Кроме того в 1927 году, были поставлены три аккумуляторных локомотива на случай перебоев с поставкой электричества в контактную сеть.

- Поставка 1930—1936 годов — четырехсекционные четырехосные сочлененные вагонетки. Электрооборудование для них было снято с вагонеток предыдущей модели. В 1930 году поставлено 50 единиц. Сначала тоже часто сходили с рельсов, но с помощью доработок, связанных с перемещением колесных пар относительно кузова, и установки устройства для смазывания пути на кривых проблему удалось решить. В связи с увеличением потока почты в 1936 году было поставлено еще 10 таких же вагонов.
- Поставка 1962 года — пара опытных вагонеток, снабженных дисковыми тормозами и более приемистым, по сравнению с предыдущими моделями, двигателем.
- Поставка 1980—1982 годов — 34 новых единицы; были созданы главным образом для замены вагонов поставки 1930—1936 годов, при конструировании во многом использованы идеи опытных вагонов предыдущей серии.

Кроме того, в 1967 году на базе модели 1930 года был построен спецвагон с сиденьями, прозрачной крышей и королевскими вензелями на борту; в 1976 году был создан аналогичный.

## Эксплуатация
На дороге действовала автоматическая система контроля на расстоянии: всё управление производилось с диспетчерских пультов, и машинистов в поездах предусмотрено не было. До 1993 года на каждой станции сидел диспетчер, который мог либо остановить поезд, либо дать ему проследовать транзитом, переведя стрелку на обходной путь. Стрелки снабжались механической и электронной блокировкой. Кроме того, диспетчер управлял скоростью подачи состава на станцию, меняя напряжение на контактном рельсе на небольшом участке перед въездом. В 1993 году управление движением поездов по всей линии было перенесено в одну точку и доверено компьютеру, диспетчеру оставалось только контролировать его действия и при необходимости вносить правки. Таким образом, при прохождении поездов мимо станций или при их остановках всё обслуживание происходило автоматически, без участия проводников.
В лучшие времена линия пропускала по 30 000 мешков почты (около 45 тысяч килограммов) ежедневно, на линии работало до 30 составов. Время движения поезда составляло 26 минут от конечной до конечной со всеми остановками, при проходе всех промежуточных станций транзитом — 15 минут. Создание почтового метрополитена способствовало ускоренному обмену почты внутри города и разгрузке уличного движения.

## Консервация
В 2002 году руководство британской почты заявило о закрытии дороги, поскольку её эксплуатация была неоправданно дорога. Так, перевозка почты автотранспортом по тому же маршруту обходится, по разным данным, в 3—5 раз дешевле. Попытка передать систему другому владельцу не увенчалась успехом, поскольку никто так и не смог придумать ей какое-либо полезное применение. С 30 мая 2003 года дорога была законсервирована.

## Восстановление и дальнейшая работа
В октябре 2013 года Британский почтовый музей и архив объявил, что намерен открыть часть сети для публики. После одобрения Совета Ислингтона в 2014 году начались работы над новым музеем и железной дорогой. В конце 2016 года на линии были установлены специальные туристические поезда. К середине 2017 года планировалось открыть круговой маршрут, проходящий под депо в Маунт-Плезант, со временем в пути около 15 минут. Музей открылся 5 сентября.
За первый год эксплуатации (2017–2018 гг.) поезда совершили 9000 рейсов общей протяженностью 6 213 миль (10 000 км), при этом железную дорогу и музей посетили более 198 000 человек.

## В кино
- Эта железная дорога появляется в фильме «Гудзонский ястреб» под видом ватиканской подземной почты.